# كليا (رواية)
كليا (بالإنجليزية: Clea)‏ هي رابع روايات رباعية الإسكندرية للكاتب البريطاني لورانس داريل، نشرت عام 1960، عن دار نشر فابر آند فابر.